# Mercedes-Benz OM352

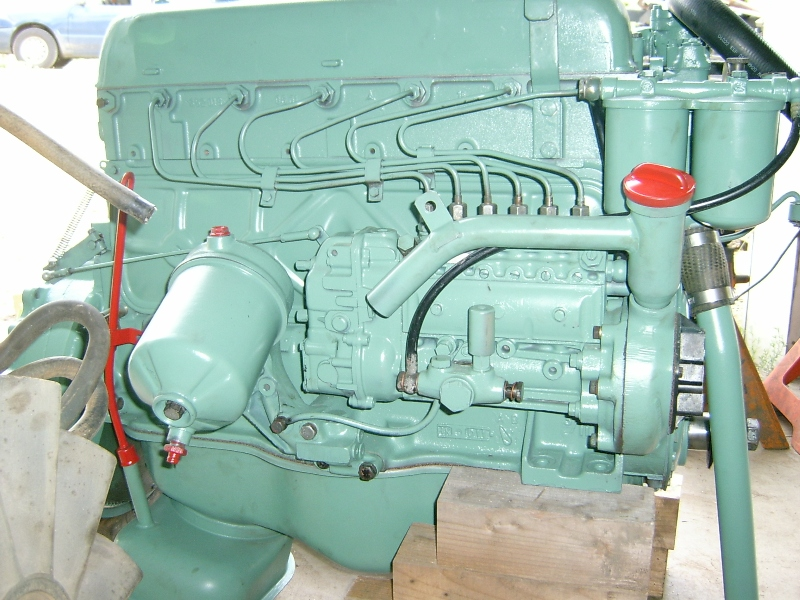
OM353.961

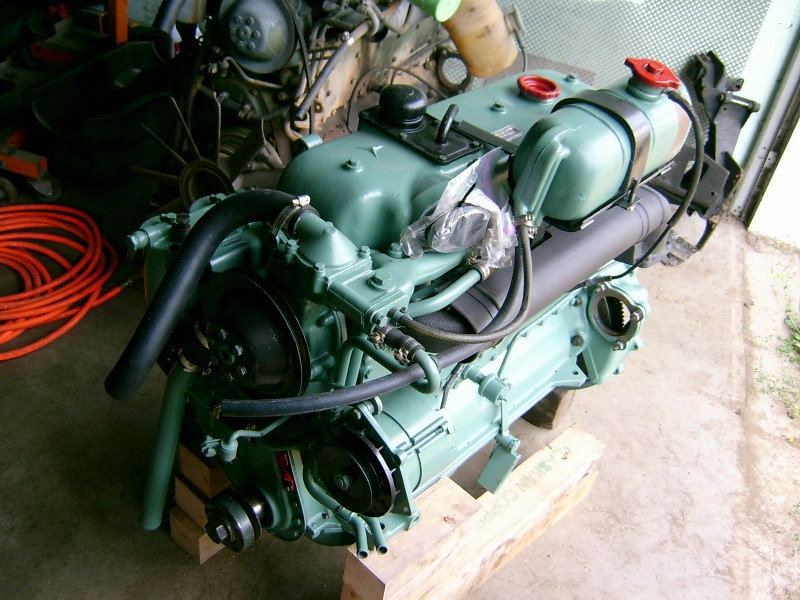
OM353.961

Mercedes-Benz OM352 — рядный шестицилиндровый дизельный двигатель внутреннего сгорания, выпускавшийся компанией Mercedes-Benz с 1963 года.

## История
Двигатель Mercedes-Benz OM352 впервые был представлен в 1964 году. Его мощность составляет порядка 80 л. с. (59 кВт). 
В 1965 году был представлен двигатель Mercedes-Benz OM314. С 1967 года двигатель устанавливался на автобус Mercedes-Benz O309.
С 1979 года двигатель производился по лицензии компанией Atlantis Diesel Engines в Южной Африке (ADE 352). Также двигатель устанавливался на автомобили Tata LPTA 713 TC.
В модельный ряд также входят двигатели Mercedes-Benz OM364 и Mercedes-Benz OM366.